# 장이브 베르틀루
장이브 베르틀루(Jean-Yves Berteloot, 1958년 8월 27일 ~ )는 프랑스의 배우이다.

## 출연 작품

### 영화
- 타인의 피 (1984, Le Sang des autres)
- 비단 구두 (1985)
- 이브닝 드레스 (1986, Tenue de soirée)
- 헤밍웨이 (1988)
- 프랑스 대혁명 (1989)
- 한 남자와 두 여자 (1991)
- 딥 트러블 (1993)
- 꿈과 행운 (2001)
- 퀵샌드 (2003)
- 다빈치 코드 (2006)
- 나의 친구들 (2006)
- 히어애프터 (2010)
- Adieu Paris (2013)
- 슈퍼처방전 (2014)
- 쿼터-라이프 크라이시스 (2014)
- 넥스트 타임 아윌 에임 포 더 하트 (2014)
- 테르 바트 (2014)
- 울프 콜 (2019)

### 텔레비전 드라마
- 혼블로워 - 공작부인과 악마 (1999)
- Alarm für Cobra 11 – Die Autobahnpolizei (2016)